# Prowincja Alessandria
Prowincja Alessandria (wł. Provincia di Alessandria) – prowincja we Włoszech. Nadrzędną jednostką podziału administracyjnego jest region (tu: Piemont), a podrzędną jest gmina (prowincja Alessandria dzieli się na 190 gmin).